# Airbag/How Am I Driving?
Albums de Radiohead
No Surprises/Running from Demons
(1997) Kid A
(2000)
Airbag / How Am I Driving? est un EP du groupe anglais de rock alternatif Radiohead, sorti en 1998 pour le marché nord-américain. Il inclut la plupart des faces B des singles de l'année précédente issues de l'album OK Computer, exception faite de Lull (Karma Police) et de How I Made My Millions (No Surprises).

## Liste des titres
1. Airbag – 4:46
2. Pearly* – 3:33
3. Meeting in the Aisle – 3:09
4. "A Reminder – 3:51
5. Polyethylene [Parts 1 & 2] – 4:22
6. "Melatonin – 2:09
7. Palo Alto – 3:43

## Musiciens
- Thom Yorke – chant, guitare, piano
- Jonny Greenwood – guitare solo, piano, orgue
- Ed O'Brien – guitare, chœurs
- Colin Greenwood – basse
- Phil Selway – batterie